# Boszorkánypalánta
A Boszorkánypalánta egy gyerekek számára készült egyórás zenés tévéfilm (musical), amely Muszty Bea és Dobay András rÓZa, a nagy varázsló című 1985-ös rádiójátéka alapján készült. A tévéfilm rendezője Horváth Zoltán. 
A zenéjét szintén a Muszty–Dobay páros szerezte. A tévés musicalt 1987 augusztusa és októbere között forgatták, és 1988. december 26-án mutatták be.

## Ismertető
A történet főszereplői Lujza és Éva, egy értelmiségi családban nevelkedő tizenéves testvérpár. Egy napon egy kis ládát találnak házuk padlásán, melyben egy régi, megégett papírról megtudják, hogy 18. századi felmenőjüket, Fekete Lujzát máglyahalálra ítélték. Ugyancsak szerepel a papíron a "gebez-degez" varázsige, ennek segítségével Lujza varázsolni lesz képes. 

## Szereposztás
- Szász Mónika – Lujza
- Ábel Anita – Éva
- Schubert Éva – Nagyi
- Andai Györgyi – Mama
- Sinkó László – Papa
- Németh Gergely – Ádám
- Láng Balázs – Jani
- Máthé Erzsi – Gruberné
- Haumann Péter – Igazgató
- Mányai Zsuzsa – Dórika, tanárnő
- Arányi Adrienn – Kucseráné
- Faragó András – Pali bácsi

## Díjak
Az alkotás a Magyar Televízió gyermekműsorok és gyermekfilmek hagyományos kőszegi szemléjén 1989-ben megkapta a gyermekközönség díját.
Ugyanebben az évben, a bulgáriai Blagoevgradban, az Arany Antenna elnevezésű nemzetközi szórakoztató és zenés diákműsorok fesztiválján a Magyar Televízió a zenés gyermekműsor kategóriában a film elnyerte az intervíziós zsűri fődíját.

## Érdekesség
A film egyik betétdala lett később a Vacak, a hetedik testvér című rajzfilm főcímzenéje, más szöveggel.